# Largura de banda de grafos
Em teoria dos grafos, o problema da Largura de Banda de Grafos é rotular os n vértices vi de um grafo G com inteiros distintos f(vi), de modo que a quantidade {\displaystyle \max\{\,|f(v_{i})-f(v_{j})|:v_{i}v_{j}\in E\,\}} é minimizada (E é o conjunto de arestas de G).
O problema pode ser visualizado como colocar os vértices de um grafo em pontos inteiros distintos ao longo de x-eixos, de modo que o comprimento da maior banda é minimizada. Tal atribuição é chamada arranjos de grafos lineares, esboço de grafos lineares ou atribuição de grafos lineares.
O problema da Largura de Banda de Grafos com peso é a generalização em que as arestas são pesos atribuídos wij e a função de custo para ser minimizada é {\displaystyle \max\{\,w_{ij}|f(v_{i})-f(v_{j})|:v_{i}v_{j}\in E\,\}}.
Em termos de matrizes, a Largura de Banda de Grafos (sem peso) é a largura de banda da matriz simétrica que é a matriz de adjacência do grafo.
A largura de banda também pode ser definida como uma menor que o tamanho do clique em um supergrafo de intervalo adequado do grafo dado, escolhido para minimizar seu tamanho de clique (Kaplan & Shamir 1996).

## Fórmulas de largura de banda para alguns grafos
Para várias famílias de grafos, a largura de banda {\displaystyle \varphi (G)} é dada por uma fórmula explícita.
A largura de banda de um caminho em um grafo {\displaystyle P_{n}} sobre n vértices é {\displaystyle 1}, e para um grafo completo {\displaystyle K_{m}}, temos  {\displaystyle \varphi (K_{n})=n-1}. Para o Grafo bipartido completo {\displaystyle K_{m,n},}
{\displaystyle \varphi (K_{m,n})=\lfloor (m-1)/2\rfloor +n}, assumindo {\displaystyle m\geq n\geq 1}, a qual foi provada por Chvátal. Como um caso especial dessa fórmula, o grafo estrela {\displaystyle S_{k}=K_{k,1}} em k+1 vértices tem largura de banda {\displaystyle \varphi (S_{k})=\lfloor (k-1)/2\rfloor +1}.
Para o grafo hipercúbico {\displaystyle Q_{n}} em {\displaystyle 2^{n}} vértices, a largura de banda foi determinada por Harper (1966) para ser :{\displaystyle \varphi (Q_{n})=\sum _{m=0}^{n-1}{\binom {m}{\lfloor m/2\rfloor }}.}
Chvatálová mostrou que a largura de banda do {\displaystyle (m\times n)} grafo de grade quadrada {\displaystyle P_{m}\times P_{n}}, isto é, o produto cartesiano de dois caminhos de grafo em {\displaystyle m} e {\displaystyle n} vértices, é igual à {\displaystyle \min\{m,n\}}.

## Limites
A largura de banda de um grafo pode ser limitada em termos de vários outros parâmetros de grafos. Por exemplo, deixando χ(G) denotar o número cromático de G,
φ(G) ≥ χ(G)-1;
deixando diam(G) denotar o diâmetro de G, as desigualdades seguintes:
{\displaystyle \lceil (n-1)/\mathrm {diam} (G)\rceil \leq \varphi (G)\leq n-\mathrm {diam} (G)},
onde {\displaystyle n} é o número de vértices em {\displaystyle G}.
Se um grafo {\displaystyle G} tem largura de banda {\displaystyle k}, então sua largura do caminho é, no máximo, {\displaystyle k} (Kaplan & Shamir 1996), e sua profundidade de árvore é, no máximo, {\displaystyle k\log(n/k)} (Gruber 2012). Em contraste, como notado na seção anterior, o grafo estrela {\displaystyle S_{k}}, um exemplo estruturalmente muito simples de uma árvore tem largurra de banda grande, comparativamente. Observe que a largura do caminho de {\displaystyle S_{k}} é 1, e sua árvore de profundidade é 2.
Algumas famílias de grafos de grau limitado tem largura de banda sublinear: Chung (1988) provado que se T é uma árvore de grau máximo no máximo ∆, então
{\displaystyle \varphi (T)\leq 5n/\log _{\Delta }n}.
Geralmente, para grafos planares de grau máximo limitado no máximo ∆, um limite similar segue (cf. Böttcher et al. 2010):
{\displaystyle \varphi (G)\leq 20n/\log _{\Delta }n}.

## Computando a largura de banda
Ambas as versões com e sem peso são casos especiais do problema da atribuição quadrática do gargalo.
O problema da largura de banda é NP-difícil, mesmo para alguns casos especiais. A respeito da exxistência de algoritmos de aproximação eficientes, sabe-se que a largura de banda é NP-difícil para aproximar dentro de qualquer constante, e isso vale mesmo quando os grafos de entrada são restritos para  árvores cartepillar (Dubey, Feige & Unger 2010). Por outro lado, um número de casos especiais solúveis polinomialmente são conhecidos. Um algoritmo de heurística para obter esboços de grafo linear de largura de banda baixa é o algoritmo de Cuthill–McKee. Um algoritmo de multinível rápido para computação de largura de banda de grafos foi proposto em .

## Aplicações
O interesse nesse problema vem de algumas áreas de aplicação.
Uma área é o tratamento de matriz esparsa/matriz de banda, e algoritmos gerais dessa área, tal como o algoritmo de Cuthill–McKee, pode ser aplicado para encontrar soluções aproximadas para o problema da largura de banda de grafo.
Outro domínio de aplicação é em automação de design eletrônico. Na metodologia do design de célula padrão, tipicamente células padrão têm a mesma altura, e sua atribuição é organizada em um número de linhas. Nesse contexto(modelos do problema de largura de banda de grafo), o problema da atribuição de um conjuntp de células padrão em uma única linha com o objetivo de minimizar o delay de propagação máximo (o qual é assumido ser proporcional ao comprimento do arame).